# سباق تورينجيا للسيدات 2021
سباق تورينجيا للسيدات 2021 هو سباق دراجات هوائية، وهو الموسم رقم 33 من سباق تورينجيا للسيدات، وأقيم خلال الفترة 25 مايو 2021، وحتى 30 مايو 2021، وهو أحد سباقات سباق الدراجات على الطريق للسيدات 2021، وشارك فيه 97 متسابقاً ووصل إلى نهايته 83 متسابقاً.
فاز بالمركز الأول لوسيندا براند، وبالمركز الثاني لوت كوبيكي، وبالمركز الثالث إيما نورسجارد يورجنسن، وفاز لوت كوبيكي في ترتيب النقاط، وكان الفائز حسب النقاط للشباب إيما نورسجارد يورجنسن، وكان الفائز في تصنيف الجبال Kathrin Hammes ‏، والفائز في تصنيف القتال Karlijn Swinkels ‏.

## الفرق
| فرق سيدات عالمية (6)- كانيون إس آر إيه إم راسينغ 2021 ‏ - فريق سنويب للسيدات 2021 ‏ - FDJ–Suez ‏ - موفيستار للسيدات 2021 ‏ - إس دي وركس 2021 ‏ - Lidl–Trek (women's team) ‏ فرق دراجات قارية سيدات (5)- Andy Schleck–CP NVST–Immo Losch ‏ - Ceratizit Pro Cycling ‏ - كووب-هايتك برودكتس 2021 ‏ - جامبو فيسما للسيدات 2021 ‏ - EF Education–Tibco–SVB ‏ فريق دراجات قاري سيدات- اركيا للسيدات ‏ فرق وطنية (3)- فريق ألمانيا لركوب الدراجات للسيدات 2021‏ - فريق بلجيكا لركوب الدراجات للسيدات 2021 ‏ - فريق هولندا لركوب الدراجات للسيدات 2021 ‏ فرق دراجات هواة سيدات (2)- Maxx-Solar ‏ - RSG Gießen Biehler‏ |  |
| |  |

## المراحل
| قائمة المراحل | قائمة المراحل | قائمة المراحل             | قائمة المراحل | قائمة المراحل | قائمة المراحل   | قائمة المراحل  |
| المرحلة       | التاريخ       | الدورة                    |               | المسافة (كم)  | الفائز بالمرحلة | القائد العام   |
| ------------- | ------------- | ------------------------- | ------------- | ------------- | --------------- | -------------- |
| مرحلة 1       | 25 مايو       | شمولن – شمولن             | مرحلة مستوية  | 87٫76         | Emma Norsgaard  | Emma Norsgaard |
| مرحلة 2       | 26 مايو       | غيرا – غيرا               | مرحلة جبلية   | 124٫1         | لورينا ويبيس    | Emma Norsgaard |
| مرحلة 3       | 27 مايو       | شلايتس – شلايتس           | مرحلة جبلية   | 116٫2         | لوسيندا براند   | Emma Norsgaard |
| مرحلة 4       | 28 مايو       | Dörtendorf ‏ – Dörtendorf ‏ | مرحلة جبلية   | 101٫74        | لوت كوبيكي      | لوسيندا براند  |
| مرحلة 5       | 29 مايو       | فايمار – فايمار           | مرحلة جبلية   | 143٫72        | لوسيندا براند   | لوسيندا براند  |
| مرحلة 6       | 30 مايو       | غوتا – غوتا               | مرحلة مستوية  | 97٫63         | لورينا ويبيس    | لوسيندا براند  |

## النتيجة

### مرحلة 1
هي مرحلة بسيطة، أقيمت في 25 مايو 2021، وامتدّت لمسافة 87.76 كيلومتر. فاز بالمرحلة إيما نورسجارد يورجنسن، وكان متصدر الترتيب العام في نهاية المرحلة إيما نورسجارد يورجنسن، وكان المتصدر حسب ترتيب النقاط إيما نورسجارد يورجنسن، وكان المتصدر في ترتيب التسلق ليان ليبرت، وتصدر ترتيب النقاط للشباب إيما نورسجارد يورجنسن، وكان متصدر ترتيب الفرق Trek-Segafredo Women 2021 ‏.
| التصنيف العام         | التصنيف العام   | التصنيف العام    | التصنيف العام             | التصنيف العام |
| العداء                | العداء          | البلد            | الفريق                    | الوقت         |
| --------------------- | --------------- | ---------------- | ------------------------- | ------------- |
| 1                     | Emma Norsgaard  | الدنمارك         | Movistar Women            | 2 س 17 د 32 ث |
| 2                     | لوسيندا براند   | هولندا           | Trek-Segafredo            | + 4 ث         |
| 3                     | لوت كوبيكي      | بلجيكا           | بلجيكا                    | + 6 ث         |
| 4                     | آنا هندرسون     | المملكة المتحدة  | Jumbo-Visma               | + 7 ث         |
| 5                     | ايمي بيترز      | هولندا           | SD Worx                   | + 7 ث         |
| 6                     | تيفاني كرومويل  | أستراليا         | Canyon-SRAM Racing        | + 10 ث        |
| 7                     | ليان ليبرت      | ألمانيا          | Team DSM                  | + 10 ث        |
| 8                     | Lizzie Deignan  | المملكة المتحدة  | Trek-Segafredo            | + 13 ث        |
| 9                     | كريستين فولكنر  | الولايات المتحدة | Tibco-Silicon Valley Bank | + 14 ث        |
| 10                    | Kathrin Hammes ‏ | ألمانيا          | Ceratizit-WNT             | + 14 ث        |
| مصدر: ProCyclingStats |                 |                  |                           |               |

### مرحلة 2
هي مرحلة جبلية، أقيمت في 26 مايو 2021، وامتدّت لمسافة 124.1 كيلومتر. فاز بالمرحلة لورينا ويبيس، وكان متصدر الترتيب العام في نهاية المرحلة إيما نورسجارد يورجنسن، وكان المتصدر حسب ترتيب النقاط إيما نورسجارد يورجنسن، وكان المتصدر في ترتيب التسلق Kathrin Hammes ‏، وتصدر ترتيب النقاط للشباب إيما نورسجارد يورجنسن، وكان متصدر ترتيب الفرق Trek-Segafredo Women 2021 ‏.
| التصنيف العام         | التصنيف العام   | التصنيف العام    | التصنيف العام             | التصنيف العام |
| العداء                | العداء          | البلد            | الفريق                    | الوقت         |
| --------------------- | --------------- | ---------------- | ------------------------- | ------------- |
| 1                     | Emma Norsgaard  | الدنمارك         | Movistar Women            | 5 س 41 د 36 ث |
| 2                     | لوت كوبيكي      | بلجيكا           | بلجيكا                    | + 10 ث        |
| 3                     | لوسيندا براند   | هولندا           | Trek-Segafredo            | + 12 ث        |
| 4                     | آنا هندرسون     | المملكة المتحدة  | Jumbo-Visma               | + 16 ث        |
| 5                     | ايمي بيترز      | هولندا           | SD Worx                   | + 16 ث        |
| 6                     | ليان ليبرت      | ألمانيا          | Team DSM                  | + 17 ث        |
| 7                     | تيفاني كرومويل  | أستراليا         | Canyon-SRAM Racing        | + 19 ث        |
| 8                     | Lizzie Deignan  | المملكة المتحدة  | Trek-Segafredo            | + 21 ث        |
| 9                     | كريستين فولكنر  | الولايات المتحدة | Tibco-Silicon Valley Bank | + 23 ث        |
| 10                    | Kathrin Hammes ‏ | ألمانيا          | Ceratizit-WNT             | + 23 ث        |
| مصدر: ProCyclingStats |                 |                  |                           |               |

### مرحلة 3
هي مرحلة جبلية، أقيمت في 27 مايو 2021، وامتدّت لمسافة 116.20 كيلومتر. فاز بالمرحلة لوسيندا براند، وكان متصدر الترتيب العام في نهاية المرحلة إيما نورسجارد يورجنسن، وكان المتصدر حسب ترتيب النقاط إيما نورسجارد يورجنسن، وكان المتصدر في ترتيب التسلق Kathrin Hammes ‏، وتصدر ترتيب النقاط للشباب إيما نورسجارد يورجنسن، وكان متصدر ترتيب الفرق Trek-Segafredo Women 2021 ‏.
| التصنيف العام         | التصنيف العام       | التصنيف العام    | التصنيف العام                      | التصنيف العام |
| العداء                | العداء              | البلد            | الفريق                             | الوقت         |
| --------------------- | ------------------- | ---------------- | ---------------------------------- | ------------- |
| 1                     | Emma Norsgaard      | الدنمارك         | Movistar Women                     | 9 س 00 د 24 ث |
| 2                     | لوسيندا براند       | هولندا           | Trek-Segafredo                     | + 6 ث         |
| 3                     | لوت كوبيكي          | بلجيكا           | بلجيكا                             | + 12 ث        |
| 4                     | ايمي بيترز          | هولندا           | SD Worx                            | + 22 ث        |
| 5                     | ليان ليبرت          | ألمانيا          | Team DSM                           | + 23 ث        |
| 6                     | تيفاني كرومويل      | أستراليا         | Canyon-SRAM Racing                 | + 25 ث        |
| 7                     | Lizzie Deignan      | المملكة المتحدة  | Trek-Segafredo                     | + 27 ث        |
| 8                     | كريستين فولكنر      | الولايات المتحدة | Tibco-Silicon Valley Bank          | + 29 ث        |
| 9                     | إميليا فهلين        | السويد           | FDJ-Nouvelle Aquitaine-Futuroscope | + 30 ث        |
| 10                    | Audrey Cordon-Ragot | فرنسا            | Trek-Segafredo                     | + 41 ث        |
| مصدر: ProCyclingStats |                     |                  |                                    |               |

### مرحلة 4
هي مرحلة جبلية، أقيمت في 28 مايو 2021، وامتدّت لمسافة 101.74 كيلومتر. فاز بالمرحلة لوت كوبيكي، وكان متصدر الترتيب العام في نهاية المرحلة لوسيندا براند، وكان المتصدر حسب ترتيب النقاط لوت كوبيكي، وكان المتصدر في ترتيب التسلق Kathrin Hammes ‏، وتصدر ترتيب النقاط للشباب إيما نورسجارد يورجنسن، وكان متصدر ترتيب الفرق Trek-Segafredo Women 2021 ‏.
| التصنيف العام         | التصنيف العام  | التصنيف العام    | التصنيف العام                      | التصنيف العام  |
| العداء                | العداء         | البلد            | الفريق                             | الوقت          |
| --------------------- | -------------- | ---------------- | ---------------------------------- | -------------- |
| 1                     | لوسيندا براند  | هولندا           | Trek-Segafredo                     | 11 س 30 د 05 ث |
| 2                     | لوت كوبيكي     | بلجيكا           | بلجيكا                             | + 4 ث          |
| 3                     | Emma Norsgaard | الدنمارك         | Movistar Women                     | + 8 ث          |
| 4                     | ليان ليبرت     | ألمانيا          | Team DSM                           | + 21 ث         |
| 5                     | ايمي بيترز     | هولندا           | SD Worx                            | + 31 ث         |
| 6                     | إميليا فهلين   | السويد           | FDJ-Nouvelle Aquitaine-Futuroscope | + 32 ث         |
| 7                     | تيفاني كرومويل | أستراليا         | Canyon-SRAM Racing                 | + 44 ث         |
| 8                     | كريستين فولكنر | الولايات المتحدة | Tibco-Silicon Valley Bank          | + 53 ث         |
| 9                     | Lizzie Deignan | المملكة المتحدة  | Trek-Segafredo                     | + 59 ث         |
| 10                    | كريستين ماجروس | لوكسمبورغ        | SD Worx                            | + 1 د 00 ث     |
| مصدر: ProCyclingStats |                |                  |                                    |                |

### مرحلة 5
هي مرحلة جبلية، أقيمت في 29 مايو 2021، وامتدّت لمسافة 143.72 كيلومتر. فاز بالمرحلة لوسيندا براند، وكان متصدر الترتيب العام في نهاية المرحلة لوسيندا براند، وكان المتصدر حسب ترتيب النقاط لوسيندا براند، وكان المتصدر في ترتيب التسلق Kathrin Hammes ‏، وتصدر ترتيب النقاط للشباب إيما نورسجارد يورجنسن، وكان متصدر ترتيب الفرق Trek-Segafredo Women 2021 ‏.
| التصنيف العام         | التصنيف العام  | التصنيف العام   | التصنيف العام                      | التصنيف العام  |
| العداء                | العداء         | البلد           | الفريق                             | الوقت          |
| --------------------- | -------------- | --------------- | ---------------------------------- | -------------- |
| 1                     | لوسيندا براند  | هولندا          | Trek-Segafredo                     | 15 س 25 د 05 ث |
| 2                     | لوت كوبيكي     | بلجيكا          | بلجيكا                             | + 17 ث         |
| 3                     | Emma Norsgaard | الدنمارك        | Movistar Women                     | + 18 ث         |
| 4                     | ليان ليبرت     | ألمانيا         | Team DSM                           | + 35 ث         |
| 5                     | ايمي بيترز     | هولندا          | SD Worx                            | + 45 ث         |
| 6                     | إميليا فهلين   | السويد          | FDJ-Nouvelle Aquitaine-Futuroscope | + 46 ث         |
| 7                     | تيفاني كرومويل | أستراليا        | Canyon-SRAM Racing                 | + 58 ث         |
| 8                     | Lizzie Deignan | المملكة المتحدة | Trek-Segafredo                     | + 1 د 13 ث     |
| 9                     | كريستين ماجروس | لوكسمبورغ       | SD Worx                            | + 1 د 14 ث     |
| 10                    | Valerie Demey ‏ | بلجيكا          | بلجيكا                             | + 1 د 23 ث     |
| مصدر: ProCyclingStats |                |                 |                                    |                |

### مرحلة 6
هي مرحلة بسيطة، أقيمت في 30 مايو 2021، وامتدّت لمسافة 97.63 كيلومتر. فاز بالمرحلة لورينا ويبيس، وكان متصدر الترتيب العام في نهاية المرحلة لوسيندا براند.

## المشاركون
| Ceratizit Pro Cycling ‏ WNT | Ceratizit Pro Cycling ‏ WNT | Ceratizit Pro Cycling ‏ WNT |
| -------------------------- | -------------------------- | -------------------------- |
| م                          | عداء                       | مرتبة                      |
| 1                          | Kathrin Hammes ‏            | 11                         |
| 2                          | ليزا برينور (طريق)         | 13                         |
| 3                          | كيرستن وايلد               | 38                         |
| 4                          | فرانزيسكا بروس             | 78                         |
| 5                          | Lea Lin Teutenberg ‏        | 68                         |
| 6                          | Julie Norman Leth ‏         | 48                         |

| إس دي وركس ‏ SDW | إس دي وركس ‏ SDW             | إس دي وركس ‏ SDW |
| --------------- | --------------------------- | --------------- |
| م               | عداء                        | مرتبة           |
| 11              | Chantal van den Broek-Blaak | 24              |
| 12              | ايمي بيترز                  | 6               |
| 13              | جولين ديهور                 | 57              |
| 14              | Lonneke Uneken ‏             | 37              |
| 15              | كريستين ماجروس (طريق)       | 8               |
| 16              | إيلينا سيتشيني              | 23              |

| موفيستار للسيدات ‏ MOV | موفيستار للسيدات ‏ MOV | موفيستار للسيدات ‏ MOV |
| --------------------- | --------------------- | --------------------- |
| م                     | عداء                  | مرتبة                 |
| 21                    | أود بيانيك            | 36                    |
| 22                    | باربرا جوارشي         | 76                    |
| 23                    | شيلا جوتيريز          | 58                    |
| 24                    | Emma Norsgaard (طريق) | 3                     |
| 25                    | Lourdes Oyarbide ‏     | 53                    |
| 26                    | Alba Teruel Ribes ‏    | 75                    |

| Lidl–Trek (women's team) ‏ TFS | Lidl–Trek (women's team) ‏ TFS | Lidl–Trek (women's team) ‏ TFS |
| ----------------------------- | ----------------------------- | ----------------------------- |
| م                             | عداء                          | مرتبة                         |
| 31                            | لوسيندا براند                 | 1                             |
| 32                            | Audrey Cordon-Ragot (طريق)    | 18                            |
| 33                            | Lizzie Deignan                | 9                             |
| 35                            | Ellen van Dijk                | 35                            |
| 36                            | تريكسي ووراك                  | 44                            |

| جامبو فيسما للسيدات ‏ TJV | جامبو فيسما للسيدات ‏ TJV | جامبو فيسما للسيدات ‏ TJV |
| ------------------------ | ------------------------ | ------------------------ |
| م                        | عداء                     | مرتبة                    |
| 41                       | Karlijn Swinkels ‏        | 41                       |
| 43                       | Jip van den Bos ‏         | لم يكمل السباق-5         |
| 44                       | Aafke Soet ‏              | لم يكمل السباق-5         |
| 45                       | رومي كاسبر               | 39                       |
| 46                       | آنا هندرسون              | 25                       |

| كانيون–إس آر إيه إم ‏ CSR | كانيون–إس آر إيه إم ‏ CSR | كانيون–إس آر إيه إم ‏ CSR |
| ------------------------ | ------------------------ | ------------------------ |
| م                        | عداء                     | مرتبة                    |
| 51                       | تيفاني كرومويل           | 7                        |
| 52                       | إيلا هاريس               | 28                       |
| 53                       | ليزا كلاين               | 21                       |
| 54                       | هانا لودفيغ              | 19                       |
| 55                       | الكسيس ريان              | 22                       |
| 56                       | Neve Bradbury ‏           | 26                       |

| FDJ–Suez ‏ FDJ | FDJ–Suez ‏ FDJ      | FDJ–Suez ‏ FDJ    |
| ------------- | ------------------ | ---------------- |
| م             | عداء               | مرتبة            |
| 61            | مارتا كافالي       | 14               |
| 62            | Clara Copponi ‏     | 33               |
| 64            | إميليا فهلين       | 5                |
| 65            | Maëlle Grossetête ‏ | لم يكمل السباق-5 |
| 66            | جادي فيل           | 64               |

| فريق سنويب للسيدات ‏ DSM | فريق سنويب للسيدات ‏ DSM | فريق سنويب للسيدات ‏ DSM |
| ----------------------- | ----------------------- | ----------------------- |
| م                       | عداء                    | مرتبة                   |
| 71                      | سوزان أندرسن            | 49                      |
| 72                      | فايفر جورجي             | 34                      |
| 73                      | فرانشيسكا كوش ‏          | 50                      |
| 74                      | ليان ليبرت              | 4                       |
| 75                      | فلورتجي ماكايج          | 20                      |
| 76                      | لورينا ويبيس            | 29                      |

| EF Education–Tibco–SVB ‏ TIB | EF Education–Tibco–SVB ‏ TIB | EF Education–Tibco–SVB ‏ TIB |
| --------------------------- | --------------------------- | --------------------------- |
| م                           | عداء                        | مرتبة                       |
| 81                          | Eri Yonamine ‏               | 63                          |
| 82                          | Clara Honsinger ‏            | 40                          |
| 84                          | Tanja Erath ‏                | 70                          |
| 85                          | نينا كيسلر                  | لم يكمل السباق-2            |
| 86                          | كريستين فولكنر              | لم يكمل السباق-5            |

| اركيا للسيدات ‏ ARK | اركيا للسيدات ‏ ARK | اركيا للسيدات ‏ ARK |
| ------------------ | ------------------ | ------------------ |
| م                  | عداء               | مرتبة              |
| 91                 | شارلوت بيكر        | 47                 |
| 92                 | Lucie Jounier ‏     | 30                 |
| 93                 | Typhaine Laurance ‏ | 59                 |
| 94                 | Léa Curinier ‏      | 15                 |
| 95                 | Sandra Levenez ‏    | 17                 |
| 96                 | غلاديس فيرهلست ‏    | 43                 |

| Andy Schleck–CP NVST–Immo Losch ‏ ASC | Andy Schleck–CP NVST–Immo Losch ‏ ASC | Andy Schleck–CP NVST–Immo Losch ‏ ASC |
| ------------------------------------ | ------------------------------------ | ------------------------------------ |
| م                                    | عداء                                 | مرتبة                                |
| 101                                  | Carolin Schiff ‏                      | 46                                   |
| 102                                  | Georgia Danford‏                      | 77                                   |
| 103                                  | Lisa Müllenberg‏                      | 83                                   |
| 104                                  | Mia Berg‏                             | لم يكمل السباق-1                     |
| 105                                  | Zsófia Szabó ‏                        | 74                                   |
| 106                                  | ساندرا فايس‏                          | 67                                   |

| تيم كوب هايتك بوردكتس ‏ HPU | تيم كوب هايتك بوردكتس ‏ HPU | تيم كوب هايتك بوردكتس ‏ HPU |
| -------------------------- | -------------------------- | -------------------------- |
| م                          | عداء                       | مرتبة                      |
| 111                        | Christa Riffel ‏            | 73                         |
| 112                        | Caroline Andersson ‏        | 65                         |
| 113                        | Ingvild Gåskjenn ‏          | 16                         |
| 114                        | ميكي كروجر                 | لم يكمل السباق-5           |
| 115                        | Amalie Lutro ‏              | 56                         |
| 116                        | Anne Dorthe Ysland ‏        | 27                         |

| فريق هولندا لركوب الدراجات للسيدات 2021 ‏ NED | فريق هولندا لركوب الدراجات للسيدات 2021 ‏ NED | فريق هولندا لركوب الدراجات للسيدات 2021 ‏ NED |
| -------------------------------------------- | -------------------------------------------- | -------------------------------------------- |
| م                                            | عداء                                         | مرتبة                                        |
| 121                                          | Rozemarijn Ammerlaan ‏                        | لم يكمل السباق-5                             |
| 122                                          | ثاليتا دي جونج                               | لم يكمل السباق-4                             |
| 123                                          | يانيكي إنسينغ                                | 31                                           |
| 124                                          | Ilse Pluimers ‏                               | 52                                           |
| 125                                          | Ilse Grit‏                                    | 69                                           |
| 126                                          | Eline Van Rooijen ‏                           | 55                                           |

| فريق ألمانيا لركوب الدراجات للسيدات 2021‏ GER | فريق ألمانيا لركوب الدراجات للسيدات 2021‏ GER | فريق ألمانيا لركوب الدراجات للسيدات 2021‏ GER |
| -------------------------------------------- | -------------------------------------------- | -------------------------------------------- |
| م                                            | عداء                                         | مرتبة                                        |
| 131                                          | كلارا كوبينبرج                               | 12                                           |
| 132                                          | Lena Charlotte Reißner ‏                      | 71                                           |
| 133                                          | Friederike Stern‏                             | 54                                           |
| 134                                          | Laura Süßemilch ‏                             | 45                                           |
| 135                                          | Katharina Hechler ‏                           | 42                                           |
| 136                                          | Svenja Betz‏                                  | 62                                           |

| فريق بلجيكا لركوب الدراجات للسيدات 2021 ‏ BEL | فريق بلجيكا لركوب الدراجات للسيدات 2021 ‏ BEL | فريق بلجيكا لركوب الدراجات للسيدات 2021 ‏ BEL |
| -------------------------------------------- | -------------------------------------------- | -------------------------------------------- |
| م                                            | عداء                                         | مرتبة                                        |
| 141                                          | Shari Bossuyt ‏                               | 66                                           |
| 142                                          | Valerie Demey ‏                               | 10                                           |
| 143                                          | آن صوفي دويك                                 | 60                                           |
| 144                                          | لوت كوبيكي (طريق)                            | 2                                            |
| 145                                          | Lone Meertens ‏                               | 51                                           |
| 146                                          | Sara Van de Vel ‏                             | 32                                           |

| RSG Gießen Biehler‏ ___ | RSG Gießen Biehler‏ ___ | RSG Gießen Biehler‏ ___ |
| ---------------------- | ---------------------- | ---------------------- |
| م                      | عداء                   | مرتبة                  |
| 151                    | Helena Bieber ‏         | 72                     |
| 152                    | Lydia Wegemund‏         | لم يكمل السباق-5       |
| 153                    | Bianca Bernhard‏        | 82                     |
| 154                    | Adelheid Schütz‏        | لم يكمل السباق-5       |
| 155                    | Amélie Hild‏            | لم يكمل السباق-5       |
| 156                    | Katharina Fox ‏         | 79                     |

| Maxx-Solar ‏ ___ | Maxx-Solar ‏ ___      | Maxx-Solar ‏ ___  |
| --------------- | -------------------- | ---------------- |
| م               | عداء                 | مرتبة            |
| 161             | Hannah Fandel‏        | 81               |
| 162             | ليزا فيشر ‏           | 80               |
| 164             | Katharina Julia Hinz‏ | لم يكمل السباق-1 |
| 165             | Olivia Schoppe ‏      | لم يكمل السباق-2 |
| 166             | Beate Zanner ‏        | 61               |

| Ceratizit Pro Cycling ‏ WNT | Ceratizit Pro Cycling ‏ WNT | Ceratizit Pro Cycling ‏ WNT |
| -------------------------- | -------------------------- | -------------------------- |
| م                          | عداء                       | مرتبة                      |
| 1                          | Kathrin Hammes ‏            | 11                         |
| 2                          | ليزا برينور (طريق)         | 13                         |
| 3                          | كيرستن وايلد               | 38                         |
| 4                          | فرانزيسكا بروس             | 78                         |
| 5                          | Lea Lin Teutenberg ‏        | 68                         |
| 6                          | Julie Norman Leth ‏         | 48                         |

| إس دي وركس ‏ SDW | إس دي وركس ‏ SDW             | إس دي وركس ‏ SDW |
| --------------- | --------------------------- | --------------- |
| م               | عداء                        | مرتبة           |
| 11              | Chantal van den Broek-Blaak | 24              |
| 12              | ايمي بيترز                  | 6               |
| 13              | جولين ديهور                 | 57              |
| 14              | Lonneke Uneken ‏             | 37              |
| 15              | كريستين ماجروس (طريق)       | 8               |
| 16              | إيلينا سيتشيني              | 23              |

| موفيستار للسيدات ‏ MOV | موفيستار للسيدات ‏ MOV | موفيستار للسيدات ‏ MOV |
| --------------------- | --------------------- | --------------------- |
| م                     | عداء                  | مرتبة                 |
| 21                    | أود بيانيك            | 36                    |
| 22                    | باربرا جوارشي         | 76                    |
| 23                    | شيلا جوتيريز          | 58                    |
| 24                    | Emma Norsgaard (طريق) | 3                     |
| 25                    | Lourdes Oyarbide ‏     | 53                    |
| 26                    | Alba Teruel Ribes ‏    | 75                    |

| Lidl–Trek (women's team) ‏ TFS | Lidl–Trek (women's team) ‏ TFS | Lidl–Trek (women's team) ‏ TFS |
| ----------------------------- | ----------------------------- | ----------------------------- |
| م                             | عداء                          | مرتبة                         |
| 31                            | لوسيندا براند                 | 1                             |
| 32                            | Audrey Cordon-Ragot (طريق)    | 18                            |
| 33                            | Lizzie Deignan                | 9                             |
| 35                            | Ellen van Dijk                | 35                            |
| 36                            | تريكسي ووراك                  | 44                            |

| جامبو فيسما للسيدات ‏ TJV | جامبو فيسما للسيدات ‏ TJV | جامبو فيسما للسيدات ‏ TJV |
| ------------------------ | ------------------------ | ------------------------ |
| م                        | عداء                     | مرتبة                    |
| 41                       | Karlijn Swinkels ‏        | 41                       |
| 43                       | Jip van den Bos ‏         | لم يكمل السباق-5         |
| 44                       | Aafke Soet ‏              | لم يكمل السباق-5         |
| 45                       | رومي كاسبر               | 39                       |
| 46                       | آنا هندرسون              | 25                       |

| كانيون–إس آر إيه إم ‏ CSR | كانيون–إس آر إيه إم ‏ CSR | كانيون–إس آر إيه إم ‏ CSR |
| ------------------------ | ------------------------ | ------------------------ |
| م                        | عداء                     | مرتبة                    |
| 51                       | تيفاني كرومويل           | 7                        |
| 52                       | إيلا هاريس               | 28                       |
| 53                       | ليزا كلاين               | 21                       |
| 54                       | هانا لودفيغ              | 19                       |
| 55                       | الكسيس ريان              | 22                       |
| 56                       | Neve Bradbury ‏           | 26                       |

| FDJ–Suez ‏ FDJ | FDJ–Suez ‏ FDJ      | FDJ–Suez ‏ FDJ    |
| ------------- | ------------------ | ---------------- |
| م             | عداء               | مرتبة            |
| 61            | مارتا كافالي       | 14               |
| 62            | Clara Copponi ‏     | 33               |
| 64            | إميليا فهلين       | 5                |
| 65            | Maëlle Grossetête ‏ | لم يكمل السباق-5 |
| 66            | جادي فيل           | 64               |

| فريق سنويب للسيدات ‏ DSM | فريق سنويب للسيدات ‏ DSM | فريق سنويب للسيدات ‏ DSM |
| ----------------------- | ----------------------- | ----------------------- |
| م                       | عداء                    | مرتبة                   |
| 71                      | سوزان أندرسن            | 49                      |
| 72                      | فايفر جورجي             | 34                      |
| 73                      | فرانشيسكا كوش ‏          | 50                      |
| 74                      | ليان ليبرت              | 4                       |
| 75                      | فلورتجي ماكايج          | 20                      |
| 76                      | لورينا ويبيس            | 29                      |

| EF Education–Tibco–SVB ‏ TIB | EF Education–Tibco–SVB ‏ TIB | EF Education–Tibco–SVB ‏ TIB |
| --------------------------- | --------------------------- | --------------------------- |
| م                           | عداء                        | مرتبة                       |
| 81                          | Eri Yonamine ‏               | 63                          |
| 82                          | Clara Honsinger ‏            | 40                          |
| 84                          | Tanja Erath ‏                | 70                          |
| 85                          | نينا كيسلر                  | لم يكمل السباق-2            |
| 86                          | كريستين فولكنر              | لم يكمل السباق-5            |

| اركيا للسيدات ‏ ARK | اركيا للسيدات ‏ ARK | اركيا للسيدات ‏ ARK |
| ------------------ | ------------------ | ------------------ |
| م                  | عداء               | مرتبة              |
| 91                 | شارلوت بيكر        | 47                 |
| 92                 | Lucie Jounier ‏     | 30                 |
| 93                 | Typhaine Laurance ‏ | 59                 |
| 94                 | Léa Curinier ‏      | 15                 |
| 95                 | Sandra Levenez ‏    | 17                 |
| 96                 | غلاديس فيرهلست ‏    | 43                 |

| Andy Schleck–CP NVST–Immo Losch ‏ ASC | Andy Schleck–CP NVST–Immo Losch ‏ ASC | Andy Schleck–CP NVST–Immo Losch ‏ ASC |
| ------------------------------------ | ------------------------------------ | ------------------------------------ |
| م                                    | عداء                                 | مرتبة                                |
| 101                                  | Carolin Schiff ‏                      | 46                                   |
| 102                                  | Georgia Danford‏                      | 77                                   |
| 103                                  | Lisa Müllenberg‏                      | 83                                   |
| 104                                  | Mia Berg‏                             | لم يكمل السباق-1                     |
| 105                                  | Zsófia Szabó ‏                        | 74                                   |
| 106                                  | ساندرا فايس‏                          | 67                                   |

| تيم كوب هايتك بوردكتس ‏ HPU | تيم كوب هايتك بوردكتس ‏ HPU | تيم كوب هايتك بوردكتس ‏ HPU |
| -------------------------- | -------------------------- | -------------------------- |
| م                          | عداء                       | مرتبة                      |
| 111                        | Christa Riffel ‏            | 73                         |
| 112                        | Caroline Andersson ‏        | 65                         |
| 113                        | Ingvild Gåskjenn ‏          | 16                         |
| 114                        | ميكي كروجر                 | لم يكمل السباق-5           |
| 115                        | Amalie Lutro ‏              | 56                         |
| 116                        | Anne Dorthe Ysland ‏        | 27                         |

| فريق هولندا لركوب الدراجات للسيدات 2021 ‏ NED | فريق هولندا لركوب الدراجات للسيدات 2021 ‏ NED | فريق هولندا لركوب الدراجات للسيدات 2021 ‏ NED |
| -------------------------------------------- | -------------------------------------------- | -------------------------------------------- |
| م                                            | عداء                                         | مرتبة                                        |
| 121                                          | Rozemarijn Ammerlaan ‏                        | لم يكمل السباق-5                             |
| 122                                          | ثاليتا دي جونج                               | لم يكمل السباق-4                             |
| 123                                          | يانيكي إنسينغ                                | 31                                           |
| 124                                          | Ilse Pluimers ‏                               | 52                                           |
| 125                                          | Ilse Grit‏                                    | 69                                           |
| 126                                          | Eline Van Rooijen ‏                           | 55                                           |

| فريق ألمانيا لركوب الدراجات للسيدات 2021‏ GER | فريق ألمانيا لركوب الدراجات للسيدات 2021‏ GER | فريق ألمانيا لركوب الدراجات للسيدات 2021‏ GER |
| -------------------------------------------- | -------------------------------------------- | -------------------------------------------- |
| م                                            | عداء                                         | مرتبة                                        |
| 131                                          | كلارا كوبينبرج                               | 12                                           |
| 132                                          | Lena Charlotte Reißner ‏                      | 71                                           |
| 133                                          | Friederike Stern‏                             | 54                                           |
| 134                                          | Laura Süßemilch ‏                             | 45                                           |
| 135                                          | Katharina Hechler ‏                           | 42                                           |
| 136                                          | Svenja Betz‏                                  | 62                                           |

| فريق بلجيكا لركوب الدراجات للسيدات 2021 ‏ BEL | فريق بلجيكا لركوب الدراجات للسيدات 2021 ‏ BEL | فريق بلجيكا لركوب الدراجات للسيدات 2021 ‏ BEL |
| -------------------------------------------- | -------------------------------------------- | -------------------------------------------- |
| م                                            | عداء                                         | مرتبة                                        |
| 141                                          | Shari Bossuyt ‏                               | 66                                           |
| 142                                          | Valerie Demey ‏                               | 10                                           |
| 143                                          | آن صوفي دويك                                 | 60                                           |
| 144                                          | لوت كوبيكي (طريق)                            | 2                                            |
| 145                                          | Lone Meertens ‏                               | 51                                           |
| 146                                          | Sara Van de Vel ‏                             | 32                                           |

| RSG Gießen Biehler‏ ___ | RSG Gießen Biehler‏ ___ | RSG Gießen Biehler‏ ___ |
| ---------------------- | ---------------------- | ---------------------- |
| م                      | عداء                   | مرتبة                  |
| 151                    | Helena Bieber ‏         | 72                     |
| 152                    | Lydia Wegemund‏         | لم يكمل السباق-5       |
| 153                    | Bianca Bernhard‏        | 82                     |
| 154                    | Adelheid Schütz‏        | لم يكمل السباق-5       |
| 155                    | Amélie Hild‏            | لم يكمل السباق-5       |
| 156                    | Katharina Fox ‏         | 79                     |

| Maxx-Solar ‏ ___ | Maxx-Solar ‏ ___      | Maxx-Solar ‏ ___  |
| --------------- | -------------------- | ---------------- |
| م               | عداء                 | مرتبة            |
| 161             | Hannah Fandel‏        | 81               |
| 162             | ليزا فيشر ‏           | 80               |
| 164             | Katharina Julia Hinz‏ | لم يكمل السباق-1 |
| 165             | Olivia Schoppe ‏      | لم يكمل السباق-2 |
| 166             | Beate Zanner ‏        | 61               |

## التصنيف العام النهائي
| التصنيف العام         | التصنيف العام  | التصنيف العام   | التصنيف العام                      | التصنيف العام  |
| العداء                | العداء         | البلد           | الفريق                             | الوقت          |
| --------------------- | -------------- | --------------- | ---------------------------------- | -------------- |
| 1                     | لوسيندا براند  | هولندا          | Trek-Segafredo                     | 17 س 53 د 35 ث |
| 2                     | لوت كوبيكي     | بلجيكا          | بلجيكا                             | + 9 ث          |
| 3                     | Emma Norsgaard | الدنمارك        | Movistar Women                     | + 18 ث         |
| 4                     | ليان ليبرت     | ألمانيا         | Team DSM                           | + 40 ث         |
| 5                     | إميليا فهلين   | السويد          | FDJ-Nouvelle Aquitaine-Futuroscope | + 42 ث         |
| 6                     | ايمي بيترز     | هولندا          | SD Worx                            | + 50 ث         |
| 7                     | تيفاني كرومويل | أستراليا        | Canyon-SRAM Racing                 | + 1 د 03 ث     |
| 8                     | كريستين ماجروس | لوكسمبورغ       | SD Worx                            | + 1 د 19 ث     |
| 9                     | Lizzie Deignan | المملكة المتحدة | Trek-Segafredo                     | + 1 د 26 ث     |
| 10                    | Valerie Demey ‏ | بلجيكا          | بلجيكا                             | + 1 د 28 ث     |
| مصدر: ProCyclingStats |                |                 |                                    |                |

### تصنيف النقاط
| تصنيف النقاط          | تصنيف النقاط   | تصنيف النقاط    | تصنيف النقاط                       | تصنيف النقاط |
| العداء                | العداء         | البلد           | الفريق                             | النقاط       |
| --------------------- | -------------- | --------------- | ---------------------------------- | ------------ |
| 1                     | لوت كوبيكي     | بلجيكا          | بلجيكا                             | 22 نقطة      |
| 2                     | لوسيندا براند  | هولندا          | Trek-Segafredo                     | 19 نقطة      |
| 3                     | Emma Norsgaard | الدنمارك        | Movistar Women                     | 19 نقطة      |
| 4                     | لورينا ويبيس   | هولندا          | Team DSM                           | 15 نقطة      |
| 5                     | ايمي بيترز     | هولندا          | SD Worx                            | 9 نقطة       |
| 6                     | إميليا فهلين   | السويد          | FDJ-Nouvelle Aquitaine-Futuroscope | 8 نقطة       |
| 7                     | Katharina Fox ‏ | ألمانيا         | RSG Gießen Biehler                 | 6 نقطة       |
| 8                     | آنا هندرسون    | المملكة المتحدة | Jumbo-Visma                        | 6 نقطة       |
| 9                     | Lizzie Deignan | المملكة المتحدة | Trek-Segafredo                     | 5 نقطة       |
| 10                    | ليزا كلاين     | ألمانيا         | Canyon-SRAM Racing                 | 5 نقطة       |
| مصدر: ProCyclingStats |                |                 |                                    |              |

### تصنيف الجبال
| تصنيف الجبال          | تصنيف الجبال                | تصنيف الجبال    | تصنيف الجبال       | تصنيف الجبال |
| العداء                | العداء                      | البلد           | الفريق             | النقاط       |
| --------------------- | --------------------------- | --------------- | ------------------ | ------------ |
| 1                     | Kathrin Hammes ‏             | ألمانيا         | Ceratizit-WNT      | 26 نقطة      |
| 2                     | ليان ليبرت                  | ألمانيا         | Team DSM           | 16 نقطة      |
| 3                     | إيلا هاريس                  | نيوزيلندا       | Canyon-SRAM Racing | 12 نقطة      |
| 4                     | ايمي بيترز                  | هولندا          | SD Worx            | 11 نقطة      |
| 5                     | ليزا كلاين                  | ألمانيا         | Canyon-SRAM Racing | 10 نقطة      |
| 6                     | Helena Bieber ‏              | ألمانيا         | RSG Gießen Biehler | 10 نقطة      |
| 7                     | Chantal van den Broek-Blaak | هولندا          | SD Worx            | 8 نقطة       |
| 8                     | كيرستن وايلد                | هولندا          | Ceratizit-WNT      | 6 نقطة       |
| 9                     | لوسيندا براند               | هولندا          | Trek-Segafredo     | 5 نقطة       |
| 10                    | Lizzie Deignan              | المملكة المتحدة | Trek-Segafredo     | 5 نقطة       |
| مصدر: ProCyclingStats |                             |                 |                    |              |

## تصنيف الفرق

### الفرق حسب الوقت
| تصنيف الفرق حسب الوقت | تصنيف الفرق حسب الوقت | تصنيف الفرق حسب الوقت | تصنيف الفرق حسب الوقت |
| الفريق                | الفريق                | البلد                 | الوقت                 |
| --------------------- | --------------------- | --------------------- | --------------------- |
| 1                     | Trek-Segafredo        | الولايات المتحدة      | 53 س 46 د 18 ث        |
| 2                     | SD Worx               | هولندا                | + 1 د 16 ث            |
| 3                     | Canyon-SRAM Racing    | ألمانيا               | + 1 د 18 ث            |
| مصدر: ProCyclingStats |                       |                       |                       |

## تصانيف فرعية

### تصنيف أفضل شاب
| تصنيف أفضل شاب        | تصنيف أفضل شاب      | تصنيف أفضل شاب  | تصنيف أفضل شاب                     | تصنيف أفضل شاب |
| العداء                | العداء              | البلد           | الفريق                             | الوقت          |
| --------------------- | ------------------- | --------------- | ---------------------------------- | -------------- |
| 1                     | Emma Norsgaard      | الدنمارك        | Movistar Women                     | 17 س 53 د 53 ث |
| 2                     | Léa Curinier ‏       | فرنسا           | Arkéa Pro Cycling Team             | + 2 د 24 ث     |
| 3                     | هانا لودفيغ         | ألمانيا         | Canyon-SRAM Racing                 | + 3 د 30 ث     |
| 4                     | Neve Bradbury ‏      | أستراليا        | Canyon-SRAM Racing                 | + 7 د 02 ث     |
| 5                     | Anne Dorthe Ysland ‏ | النرويج         | Hitec Products-Birk Sport          | + 7 د 26 ث     |
| 6                     | لورينا ويبيس        | هولندا          | Team DSM                           | + 7 د 55 ث     |
| 7                     | Clara Copponi ‏      | فرنسا           | FDJ-Nouvelle Aquitaine-Futuroscope | + 9 د 57 ث     |
| 8                     | فايفر جورجي         | المملكة المتحدة | Team DSM                           | + 10 د 25 ث    |
| 9                     | Lonneke Uneken ‏     | هولندا          | SD Worx                            | + 11 د 33 ث    |
| 10                    | Katharina Hechler ‏  | ألمانيا         | ألمانيا                            | + 14 د 38 ث    |
| مصدر: ProCyclingStats |                     |                 |                                    |                |

## وصلات خارجية
- الموقع الرسمي
- لمحة عن سباق سباق تورينجيا للسيدات 2021 على موقع  ProCyclingStats   (برو  سايكلنج  ستاتس) - إحصاءات  محترفي  الدراجات.
- سباق تورينجيا للسيدات 2021 على موقع إحصائيات الدراجات الإحترافية (الإنجليزية)